# Hedychium marginatum
Hedychium marginatum är en enhjärtbladig växtart som beskrevs av Charles Baron Clarke. Hedychium marginatum ingår i släktet Hedychium och familjen Zingiberaceae. Inga underarter finns listade i Catalogue of Life.